# Scot
Scot in een vrachtwagenmerk uit Canada.
Scot werd opgericht in 1972 en bracht in hetzelfde jaar de eerste vrachtwagen op de markt. Scot specialiseerde zich vooral in vrachtwagens voor de houtverwerking, brandweer en tankwagens voor luchthavens. Om de voertuigen te kunnen aandrijven werden motoren gebruikt van de merken Caterpillar, Cummins en Detroit Diesel. Sinds 1977 is de grootste krachtbron die het merk gebruikt een dieselmotor met 600 pk. Deze wordt gebruikt in een vrachtwagen met een laadvermogen van 180 ton.